# 頭轉

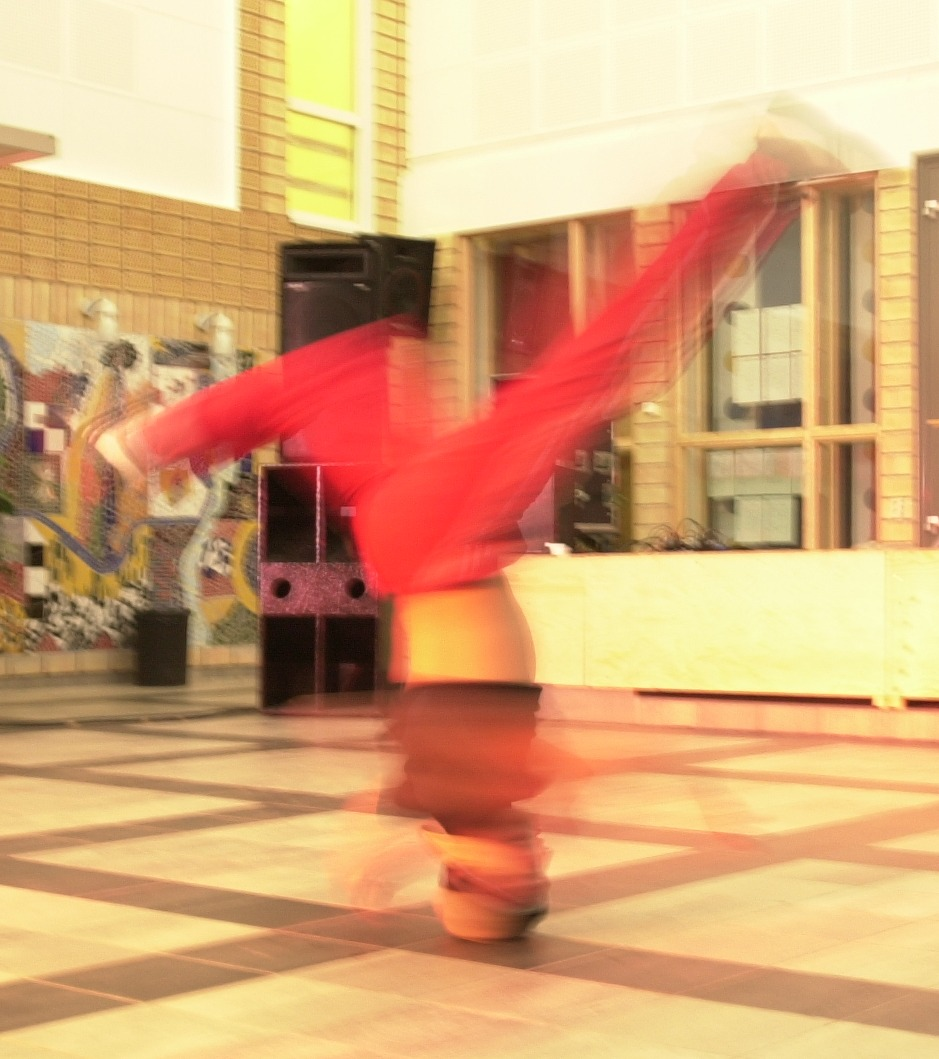
頭轉

頭轉（Headspin），它是街舞技巧的一種。以頭著地，向上支撐身體，使之與地面呈垂直軸線，再藉由連續的旋轉動作來平衡。這項動作通常運用在巴西武術卡波耶拉和地板舞。第一次出現頭轉的畫面，最早於1933年電影《Wild Boys of the Road 》中第67分鐘的鏡頭上，由Frankie Darro飾演主角Edward 'Eddie' Smith就有表演頭轉。
由於這項動作所表演的方式極具高危險，若動作失當，稍有不慎，嚴重會因頸椎斷裂，當場導致喪命。台灣藝人羅志祥表示，他曾目睹有位表演者因頭轉動作過程中，發生頭部與身體沒有一起旋轉，後來不斷抽搐，這位表演者就往生了。